# What Have I Done to Deserve This?
What Have I Done to Deserve This? è un singolo del gruppo musicale britannico Pet Shop Boys, pubblicato il 10 agosto 1987 come secondo estratto dal secondo album in studio Actually.

## Descrizione
Il brano ha visto la partecipazione della cantante britannica Dusty Springfield. Il titolo si rifà al film Che ho fatto io per meritare questo? di Pedro Almodóvar.

## Promozione
Il singolo uscì nell'agosto 1987, divenendo un successo mondiale. Riuscì a classificarsi in 2ª posizione sia nella Official Singles Chart britannica che nella Billboard Hot 100 statunitense, oltre ad aver conquistato la vetta della Irish Singles Chart.
Il successo di What Have I Done to Deserve This? fu a dir poco essenziale nella carriera della Springfield, in quanto sin dagli anni 70 si era perso interesse per la sua musica. I Pet Shop Boys, originariamente, volevano registrare il brano sin dall'album di debutto Please, ma all'epoca la disponibilità della Springfield non era possibile. Il duo, appresa la notizia, si dimostrò restio al registrare il pezzo con altre cantanti, nonostante le pressioni dell'etichetta discografica che sembrava credere molto nelle potenzialità del brano.
Forte del successo ottenuto, What Have I Done to Deserve This? fu eseguita dal vivo ai BRIT Awards 1988 e sancì l'inizio di una proficua collaborazione fra il duo e Springfield, i quali scrissero e produssero per lei il singolo Nothing Has Been Proved e In Private nel 1989. Entrambi i brani furono poi inclusi in Reputation, album della Springfield del 1990 per metà prodotto dai Pet Shop Boys stessi.

## Video musicale
Il video fu filmato in una sala musicale, assieme ad una orchestra maschile e un corpo di ballo femminile. Di grande impatto fu l'impiego di tende teatrali in cui si proiettavano frammenti del video.

## Tracce
Testi e musiche di Chris Lowe, Neil Tennant e Allee Willis, eccetto dove indicato.
CD, 12"
1. What Have I Done to Deserve This? (Extended Mix) – 6:49
2. A New Life – 4:55 (Chris Lowe, Helena Springs, Neil Tennant)
3. What Have I Done to Deserve This? (Disco Mix) – 8:08

MC
1. What Have I Done to Deserve This? – 4:19
2. A New Life – 4:55 (Chris Lowe, Helena Springs, Neil Tennant)
3. What Have I Done to Deserve This? (Disco Mix) – 8:13

7"
1. What Have I Done to Deserve This? – 4:19
2. A New Life – 4:55 (Chris Lowe, Helena Springs, Neil Tennant)

## Classifiche
| Classifica (1987-88)     | Posizione massima |
| ------------------------ | ----------------- |
| Australia                | 22                |
| Austria                  | 11                |
| Belgio (Fiandre)         | 4                 |
| Canada                   | 3                 |
| Francia                  | 8                 |
| Germania                 | 4                 |
| Irlanda                  | 1                 |
| Italia                   | 11                |
| Norvegia                 | 9                 |
| Nuova Zelanda            | 6                 |
| Paesi Bassi              | 2                 |
| Polonia                  | 6                 |
| Regno Unito              | 2                 |
| Stati Uniti              | 2                 |
| Stati Uniti (dance club) | 1                 |
| Sud Africa               | 16                |
| Svezia                   | 2                 |
| Svizzera                 | 5                 |